# NGC 2345
NGC 2345 (również OCL 575) – gromada otwarta znajdująca się w gwiazdozbiorze Wielkiego Psa. Odkrył ją John Herschel 14 lutego 1836 roku. Odległość do gromady szacuje się na 2.2 - 3.0 kpc (7175 - 9785 ly), z kolei jej wiek na 55 - 79 milionów lat. Charakteryzuje się wysoką liczbą gwiazd typu Be oraz niską metalicznością na poziomie [Fe/H] = −0.32 ± 0.04. Zawiera także 7 błękitnych i czerwonych nadolbrzymów.